# Ерд
Ерд (мађ. Érd) је највећи град у Мађарској без положаја управног средишта жупаније. Град се налази у Пештанској жупанији, близу престонице Будимпеште. Данас се Ерд сматра највећим њеним предграђем.

## Историја Срба у месту
По извештају из 1818. године у месту је највише католика (2352) а православаца је само четири становника.
У Ерду, месту у Београдској жупанији било је по подацима из 1905. године 10 православних Срба.
Образована је Ерду Српска мањинска самоуправа под председништвом Александра Чанића, за период 2014-2019.

## Становништво
По процени из 2017. у граду је живело 65.857 становника.
| 1990.  | 2001.  | 2011.  | 2017.  |
| ------ | ------ | ------ | ------ |
| 43.327 | 56.123 | 63.631 | 65.857 |

## Партнерски градови
- Љевице
- Лубачов
- Појнтон
- Регин
- Суботица
- Џуџоу